# Kamea Gonzaga
Kamea Gonzaga – ozdobna gemma hellenistyczna, znajdująca się w petersburskim Ermitażu.
Kamea wykonana została z kawałka sardonyksu o wymiarach 15,7×11,8 cm. Przedstawiono na niej portretowe głowy ubóstwionych władcy i jego żony. Zabytek uważany jest najczęściej za dzieło artysty aleksandryjskiego z III wieku p.n.e., zaś przedstawione na niej postaci identyfikuje się jako Ptolemeusza II i jego małżonkę Arsinoe II. Istnieje również teoria o młodszej dacie powstania gemmy, według której przedstawiono na niej cesarza Tyberiusza i jego matkę Liwię. Władca ma na głowie hełm z symbolem uskrzydlonego węża, ozdobiony wieńcem laurowym. Przez ramię ma przerzuconą egidę, na której znajdują się głowa gorgony oraz brodatego mężczyzny uważanego za Zeusa-Amona. 
Przed 1630 rokiem kamea stanowiła własność władającego Mantuą rodu Gonzagów. Później trafiła do skarbca praskiego zamku na Hradczanach, w 1648 roku zaś do kolekcji szwedzkiej królowej Krystyny. Między 1689 a 1794 rokiem znajdowała się w posiadaniu rzymskiego rodu Odescalchi, następnie trafiła do papieża Piusa VI. Zagrabiona w 1798 roku przez Napoleona trafiła do Paryża. W 1814 roku cesarzowa Józefina podarowała kameę rosyjskiemu carowi Aleksandrowi I.